# Robertsonia angolensis
Robertsonia angolensis är en kräftdjursart som först beskrevs av Albert Monard 1934.  Robertsonia angolensis ingår i släktet Robertsonia och familjen Diosaccidae. Inga underarter finns listade i Catalogue of Life.